# Teater Mars
Teater Mars är en finlandssvensk teater baserad i Helsingfors som är en del av takorganisationen Universum. Teater Mars har sedan 1985 gjort produktioner, ofta med hjälp av olika arbetsmetoder och skådespelartekniker (suzuki, Michael Tjechov, clown, processarbete à la Mike Leigh etc). I starten var Teater Mars huvudsakligen inriktad på att omtolka klassiker men under 2000-talet har tonvikten i högre grad legat på nyskrivna texter eller processfokuserade uppsättningar.
Av de ursprungliga medlemmarna återstår Joakim Groth. Teatern har en del återkommande skådespelare: Max Bremer, Åsa Nybo, Nina Hukkinen, Niklas Häggblom, Oskar Silén.

## Produktioner
- 2015 UNDER THE SAME ROOF - Historier från nära och fjärran
- 2015 TEATER MARS & OZONTEATERN: Måsen av Anton Tjechov
- 2014 TEATER MARS: Framför mina tår ligger världen
- 2013 TEATER MARS: Troja Mutanens hjärtbesvär
- 2012 SIRIUS TEATERN & TEATER MARS: På friarstråt (Nummisuutarit)
- 2011 TEATER MARS: Blåst
- 2010 TEATER MARS: Faster Elses liv - och andra historier
- 2009 UNIVERSUM TANSSII / UNIVERSUM DANSAR
- 2008 TEATER MARS & TEATTERI VENUS: EKO-trippenEKO-trippen - suomeksi
- 2008 TEATER MARS: MUSFÄLLAN
- 2007 TEATER MARS: TRE SYSTRAR - ALLA KOMMER TILL MOSKVA
- 2006 TEATER MARS: BLÅS
- 2005 TEATER MARS 20 ÅR Retrospektiv utställning 1985-2005
- TEATER MARS: Evig sommar / Ikuinen kesä
- SHAKESPEARE: STORMEN
- 2001 KIVI: SJU BRÖDER Sju bröder -flyern.
- 2000 Hemmer: En man och hans samvete
- 1999 Topelius: Stjärnornas kungabarn
- 1998 Joakim Groth: Fylla sex
- 1995 Joakim Groth: Härlig är jorden
- 1995 Tjechov: Tre systrar
- 1992 Brecht: Den kaukasiska kritcirkeln
- 1989 Topelius: Fältskärns berättelser
- 1989 Tjechov: Måsen
- 1987 Genet: Balkongen
- 1986 Strindberg: Ett Drömspel
- 1985 Beckett: I väntan på Godot